# Centrophorus granulosus
Pour le groupe musical, voir Requin Chagrin (groupe).
Requin chagrin
Espèce
Synonymes
- Centrophorus bragancae Regan, 1906[2]
- Centrophorus machiquensis Maul, 1955[2]
- Dalatias nocturnus Rafinesque, 1810[2]
- Squalus granulosus Bloch & Schneider, 1801[2]

Statut de conservation UICN

 VU A2abd+3d+4d : Vulnérable
Répartition géographique
Centrophorus granulosus, communément appelé le Requin chagrin, est une espèce de requins de la famille des Centrophoridae (ordre des Squaliformes).

## Systématique
L'espèce Centrophorus granulosus a été initialement décrite en 1801 par les naturalistes allemands Marcus Elieser Bloch (1723-1799) et Johann Gottlob Schneider (1750-1822) sous le protonyme de Squalus granulosus.

## Répartition
Centrophorus granulosus se rencontre dans l'Atlantique, en Méditerranée, dans l'océan Indien ouest et le Pacifique ouest à des profondeurs pouvant aller de 50 à 1 440 m mais est plus fréquemment présent entre 200 à 600 m.

## Description
C'est un requin squaliforme de couleur sombre, pourvu de longues épines devant les deux nageoires dorsales et aux yeux très volumineux. Sa taille peut atteindre 1,70 m pour les mâles et 1,45 m pour les femelles.
C'est une espèce ovovivipare et les petits mesurent entre 32 et 40 cm voire plus à leur naissance.

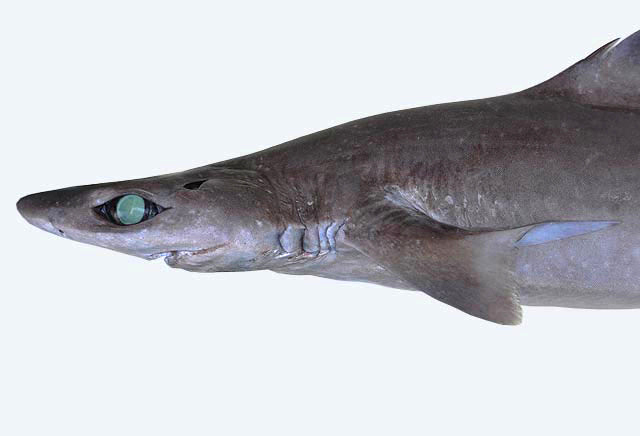
Tête.
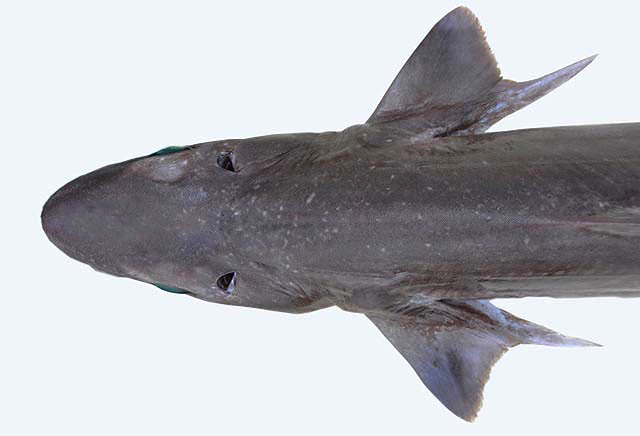
Vue du dessus.
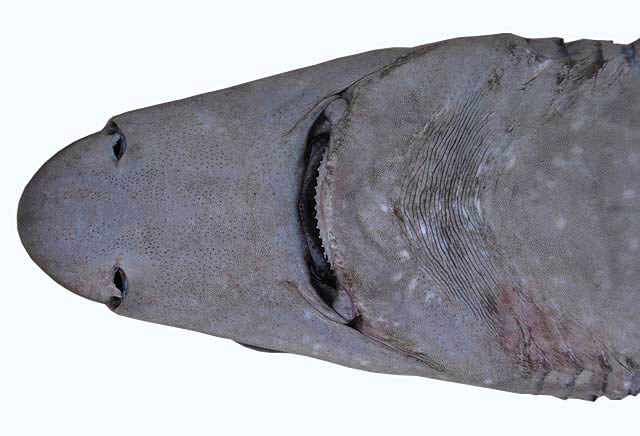
Vue du dessous.
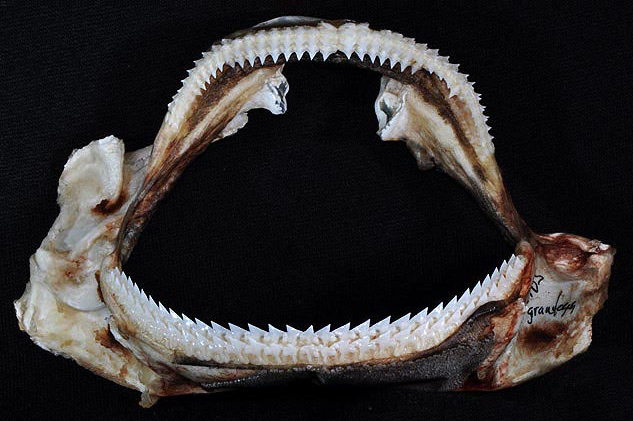
Mâchoire.
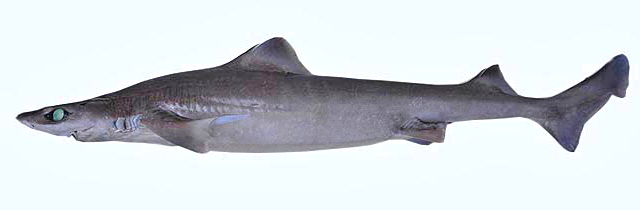
Allure générale.

## Noms vernaculaires
En français, Centrophorus granulosus porte les noms communs suivants :
- Aiguillat gros yeux ;
- Chien gris ;
- Requin (au Togo) ;
- Requin chagrin ;
- Squalechagrin commun ;
- Squale-chagrin aiguille (FAO) ;
- Squale-chagrin commun (FAO) ;
- Squale-chagrin quelvacho (FAO).

## Utilisation
Son foie, qui peut représenter jusqu'à 25 % de sa masse totale, est utilisé par l'industrie pharmaceutique qui en extrait le squalène, un puissant adjuvant vaccinal.

## État de conservation
Sa population a considérablement chuté au cours des dix dernières années en raison de la pêche en eau profonde, et l'espèce est classée dans la Liste rouge de l'UICN comme en danger d'extinction au niveau mondial, et en danger critique au niveau européen. 
En France, l'espèce est protégée, et figure en Annexe V de la Convention pour la protection du milieu marin de l'Atlantique du nord-est (Convention OSPAR) et en Annexe III de l'Amendement au protocole Barcelone. Elle reste cependant pêchée, soit par bycatch soit pour commercialisation frauduleuse sous d'autres noms. 

## Étymologie
Son épithète spécifique, du latin granulosus, « granuleux », fait référence à l'aspect de sa peau.